# Солине (Добрињ)
Солине (хрв. Soline) су насељено место у општини Добрињ, на острву Крк, Приморско-горанска жупанија, Хрватска.

## Историја
До територијалне реорганизације у Хрватској биле су у саставу старе општине Крк.

## Становништво
У попису становништва из 2011. године, Солине су имале 47 становника.
| Број становника према пописима | Број становника према пописима | Број становника према пописима | Број становника према пописима | Број становника према пописима | Број становника према пописима | Број становника према пописима | Број становника према пописима | Број становника према пописима | Број становника према пописима | Број становника према пописима | Број становника према пописима | Број становника према пописима | Број становника према пописима | Број становника према пописима | Број становника према пописима |
| ------------------------------ | ------------------------------ | ------------------------------ | ------------------------------ | ------------------------------ | ------------------------------ | ------------------------------ | ------------------------------ | ------------------------------ | ------------------------------ | ------------------------------ | ------------------------------ | ------------------------------ | ------------------------------ | ------------------------------ | ------------------------------ |
| 1857                           | 1869                           | 1880                           | 1890                           | 1900                           | 1910                           | 1921                           | 1931                           | 1948                           | 1953                           | 1961                           | 1971                           | 1981                           | 1991                           | 2001                           | 2011                           |
| 195                            | 214                            | 137                            | 38                             | 52                             | 78                             | 74                             | 58                             | 54                             | 52                             | 47                             | 43                             | 48                             | 34                             | 43                             | 47                             |

Напомена: Исказивано под именом Солини од 1869. до 1910. и у 1931. и Солине 1921. и од 1948 надаље. Године 1857. и 1869. садржи податке за насеља Хлапа и Климно.